# Привреда Азербејџана
Азербејџан има привреду која је окончала своју пост-совјетску транзицију у главну нафтну економију (са завршетком нафтовода Баку-Тбилиси-Чејхан). Прелазак на производњу нафте довео је до значајних стопа раста, јер су пројекти дошли достигавши 26,4% у 2005. (други највећи раст БДП-а у 2005. години само у Екваторијалној Гвинеји) и 34,6% у 2006. години (највиши на свету) пре него што се смањио на 10,8% и 9,3% у 2008. и 2009. години. Реална стопа раста БДП-а за 2011. годину била је очекивана да буде 3,7%, али је пала на 0,1%. Велике резерве нафте имају велики допринос економији. Национална валута, азербејџански манат, била је стабилна 2000. године, депрецирајући за 3,8% у односу на долар. Буџетски дефицит је износио 1,3% БДП-а у 2000. години.
Напредак у економским реформама је заостајао за макроекономском стабилизацијом. Влада је предузела регулаторне реформе у неким областима, укључујући и значајно отварање према трговинској политици, али неефикасна јавна управа у којој су трговински и регулаторни интереси међусобно ограничени ограничава утицај ових реформи. Влада је у великој мери завршила приватизацију пољопривредног земљишта и малих и средњих предузећа. У августу 2000. године, влада је покренула други корак приватизације у којем се приватизовала многа велика државна предузећа. Од 2001. године економску активност у земљи регулише Министарство економског развоја Азербејџанске републике.

## Историја
Током совјетског периода, Азербејџан је увек био индустријски развијенији од Јерменије и Грузије, две суседне земље Западног Кавказа, али и мање диверсификован као резултат спорог улагања у не-нафтни сектор. Са историјом индустријског развоја од преко 100 година, Азербејџан се показао као водећа нација на јужном Кавказу током немира совјетског распада почетком 1990-их до данас.
Нафта остаје најистакнутији производ азербејџанске економије са производима од памука, природног гаса и пољопривреде који доприносе њеном економском расту у последњих пет година. Више од 60 милијарди долара уложено је у азербејџанску нафту од стране великих међународних нафтних компанија у АИОЦ конзорцијуму којим управља Бритиш петролеум. Производња нафте са Азербејџанском међународном оперативном компанијом, почела је у новембру 1997. године. Људи посећују нафтне бање (или "нафтне бање") како би се окупали у локалној сировини у Нафталану. Водећи произвођач и извозник кавијара у прошлости, рибарска индустрија Азербејџана данас је концентрисана на све мање залиха јесетре и белуге у Каспијском мору .
Азербејџан дели све проблеме бивших совјетских република у процесу преласка са командне на тржишну економију, али њени енергетски ресурси разведравају његове дугорочне изгледе. Азербејџан је почео остваривати напредак у економским реформама, а старе економске везе и структуре полако се замењују. Препрека економском напретку, укључујући појачане стране инвестиције је наставак сукоба с Јерменијом око региона Нагорно-Карабах.
Године 1992, Азербејџан је постао члан Организације за економску сарадњу (ECO). 2002. године, азербејџански трговачки брод имао је 54 брода. У марту 2001. године Азербејџан је закључио споразум о гасу са Турском, чиме је обезбеђено будуће извозно тржиште за Азербејџан.
Азербејџан је закључио 21 споразум о подели производње са различитим нафтним компанијама. Извозни цевовод који преноси каспијску нафту до Медитерана од Бакуа до Тбилисија, Грузије до Чејхана, Турске (нафтовод Баку-Тбилиси-Чејхан) почео је са радом 2006. године. Очекује се да ће нафтовод генерисати чак 160 милијарди долара прихода за земљу наредних 30 година. Недавна висока цена нафте веома је корисна за азербајџанску економију јер је нација усред нафтног бума. Источни каспијски произвођачи у Казахстану такође су изразили интересовање за приступ овом нафтоводу за транспорт дела своје производње.
У 2010. години, Азербејџан је ушао у првих осам највећих добављача нафте у земље ЕУ са 9,46 милијарди евра. У 2011. години, износ страних улагања у Азербејџан износио је 20 милијарди долара, што је 61% више у односу на 2010. годину. остатак - у нафтном сектору.
Године 2012, због економских резултата након распада Совјетског Савеза, Азербејџан је проглашен "Тигром Кавказа" . У 2012. години, студија Глобализације и истраживачке мреже градова уврстила је Баку као глобални град на нивоу гама.
У 2015. години, Турска и Азербејџан су се сложили да до 2023. године повећају међусобну трговину на 15 милијарди долара.

## Макроекономски тренд
Табела тренда бруто домаћег производа Азербејџана по тржишним ценама са цифрама у америчким доларима:
| Година | Бруто домаћи производ | Приход по глави становника (as % of USA) |
| ------ | --------------------- | ---------------------------------------- |
| 1995   | 19.497.000,000        | 8.78                                     |
| 2000   | 29.683.000,000        | 10.01                                    |
| 2005   | 59.087.000,000        | 15.52                                    |
| 2010   | 138.947.000,000       | 31.78                                    |
| 2015   | 169.789.000,000       | 32.15                                    |

Табела која приказује главне економске показатеље у периоду 1980–2017:
| Година              | 1993            | 1995            | 2000            | 2005            | 2006            | 2007             | 2008             | 2009             | 2010             | 2011             | 2012             | 2013             | 2014             | 2015             | 2016             | 2017             |
| ------------------- | --------------- | --------------- | --------------- | --------------- | --------------- | ---------------- | ---------------- | ---------------- | ---------------- | ---------------- | ---------------- | ---------------- | ---------------- | ---------------- | ---------------- | ---------------- |
| БДП у $             | 27,39 милијарди | 19,95 милијарди | 30,37 милијарди | 61,26 милијарди | 84,91 милијарди | 109,36 милијарди | 123,32 милијарди | 135,90 милијарди | 143,91 милијарди | 144,51 милијарди | 150,27 милијарди | 161,65 милијарди | 168,92 милијарди | 171,86 милијарди | 168,66 милијарди | 171,81 милијарди |
| БДП по становнику $ | 3,658           | 2,610           | 3,781           | 7,252           | 9,927           | 12,619           | 14,046           | 15,231           | 15,995           | 15,861           | 16,271           | 17,277           | 17,824           | 17,915           | 17,378           | 17,492           |
| БДП раст            | −27.4%          | −13.0%          | 6.2%            | 28.0%           | 34.5%           | 25.5%            | 10.6%            | 9.4%             | 4.6%             | −1.6%            | 2.1%             | 5.9%             | 2.7%             | 0.6%             | −3.1%            | 0.1%             |
| Инфлација           | 1,129.7%        | 411.8%          | 1.8%            | 9.6%            | 8.2%            | 16.7%            | 20.8%            | 1.5%             | 5.7%             | 7.8%             | 1.1%             | 2.5%             | 1.5%             | 4.1%             | 12.6%            | 13.0%            |
| Дуг                 | ...             | 19%             | 23%             | 14%             | 11%             | 8%               | 7%               | 12%              | 13%              | 11%              | 14%              | 13%              | 14%              | 35%              | 51%              | 55%              |

Већ више од једног века, окосница азербејџанске економије је нафта, која је представљала 50% Азербејџанског БДП-а у 2005. години. Сада када су западне нафтне компаније у стању да искористе дубинске воде нафтних поља нетакнута од стране Совјета због лоше технологије, Азербејџан се сматра једном од најважнијих области у свету за истраживање и развој нафте. Доказане резерве нафте у Каспијском делу, које Азербејџан дели са Русијом, Казахстаном, Ираном и Туркменистаном, су по величини упоредиве са Северним морем, иако су истраживања још увек у раним фазама.

## Сектори у привреди

### Пољопривреда
Азербејџан има највећи пољопривредни басен у региону. Око 54,9% Азербејџана има пољопривредно земљиште. Почетком 2007. било је 4.755.100 хектара пољопривредне површине. У истој години укупни дрвни ресурси су износили 136 милиона m³. Пољопривредни научно-истраживачки институти у Азербејџану фокусирани су на ливаде и пашњаке, хортикултуру и суптропске усеве, поврће, виноградарство и винарство, производњу памука и лековито биље. У неким деловима земље, профитабилан је узгој жита, кромпира, шећерне репе, памука и дувана. Сточарство, млечни производи, вино и жестока пића су такође важни пољопривредни производи. Каспијска рибарска индустрија концентрисана је на све мање залихе јесетре и белуге.
Неки производи који су раније били увезени из иностранства почели су да се производе локално (међу њима су Кока-Кола, пиво Баки-Кастел, паркет Нехир и цеви за уље ЕУПЕЦ).
Нови програм који припрема Европска унија има за циљ да подржи економску диверсификацију Азербејџана. Програм се сматра за јужни регион Ланкаран који има најнижи економски показатељ и најмањи доходак по глави становника, као и најнижи ниво инвестиција, али у исто време и велики потенцијал за производњу баштенских производа високих квалитета. Програм ће бити фокусиран на развој региона на локалном и међународном нивоу.

### Производња
Индустрија рудника и угљоводоника у 2007. години чинила је више од 95% азербејџанске економије. Диверсификација економије у производне индустрије остаје и даље дугорочно питање.
Од краја 2000-их, индустрија за производњу оружја Азербејџана се појавила као аутономни ентитет са све већим капацитетом производње за систем одбране. Министарство одбране Азарбејџана уско сарађује са секторима одбране Украјине, Белорусије и Пакистана. Уз уговоре, азербејџанске одбрамбене индустрије и турске компаније, Азербејџан производи 40 mm револвер гранатне бацаче, 107 mm и 122 mm МЛРС системе, Кобра 4 × 4 возила и заједничку модернизацију БТР возила у Бакуу .

### Услуге

#### Финансије
Стопе раста БДП-а у Азербејџану током последњих година учиниле су земљу једном од најбрже растућих економија у свету. Међутим, банкарски сектор Азербејџана тек треба да искористи огроман потенцијал раста који би требало да буде остварив због наставка високог економског раста. Из тог разлога банкарски сектор остаје мали у односу на величину азербејџанске економије. Од 2002. године почеле су се одвијати важне фазе реструктурирања банкарског система. Узимајући у обзир улазак великих прихода од нафте у земљи, као логичан резултат успешне нафтне стратегије и у овој бази, пошто су банке биле спремне на ефективан трансфер својих финансијских ресурса на стратешке циљеве, направљена је стратегија развоја за 2002. годину –2005.
До 1. априла 2010. године у Азербејџану функционише 47 банака, 631 филијала банке. Једна од банака основана је уз учешће државног капитала, 23 страног капитала. До истог дана у републици делује 98 небанкарских кредитних организација заједно са банкама. Раст реалног новчаног дохотка становништва, развој поверења у банкарски систем, побољшање законских основа заштите интереса кредитора и депонената, посебно покретање „Фонда за осигурање депозита“ били су критеријуми који карактеришу брзи раст депозита становништва. Од 1. априла 2010. године, депозити становништва банака износили су 2,4 милијарде азербејџанског маната. Од тога 33,3% су дугорочни депозити (више од годину дана). Од 1. априла 2010. године, кредити банака клијената износе 8,5 милијарди маната, што чини 70,5% активе банке. Посебна тежина приватног сектора у структури кредитних инвестиција је већа од 82% (7 милијарди маната).

#### Телекомуникације
У 21. веку, нови нафтни и гасни бум помогао је да се побољша ситуација у азербејџанским секторима науке и технологије а влада је покренула кампању усмерену на модернизацију и иновације. Влада процењује да ће се добит из информатичке и комуникацијске индустрије повећати и постати упоредива с оним из производње нафте.
Азербејџан има велики и стално растући интернет сектор, углавном без утицаја глобалне финансијске кризе; предвиђа се брз раст најмање још пет година.
Земља такође напредује у развоју свог сектора телекомуникација. Министарство комуникација и информационих технологија као оператер кроз своју улогу у Азтелекому је креатор политике и регулатор. Јавни телефони доступни су за локалне позиве и захтевају куповину жетона из телефонске централе или неких трговина и киоска. Токени дозвољавају позив на неодређено време. Од 2009. било је 1.397.000 главних телефонских линија и 1.485.000 корисника интернета. Постоји пет ГСМ провајдера.

#### Туризам
Туризам је важан део привреде Азербејџана. Земља је била познато туристичко место осамдесетих година. Међутим, пад Совјетског Савеза и Нагорно-Карабах рат током периода 1988-1994, оштетили су туристичку индустрију и имиџ Азербејџана као туристичке дестинације.
Тек 2000. године туризам је почео да се опоравља, а земља је од тада искусила високу стопу раста броја туристичких посета и ноћења. Последњих година, Азербејџан је такође постао популарна дестинација за религијски, бањски и здравствени туризам. Током зиме, зимски комплекс Шахдаг нуди скијање.
Национална стратегија је да се туризам учини главним, ако не и највећим, доприносом азербејџанској економији. Ове активности регулише Министарство културе и туризма Азербејџана.

## Инфраструктура

### Енергетика
Две трећине Азербејџана је богато нафтом и природним гасом. У региону малог Кавказа највише је злата, сребра, гвожђа, бакра, титанијума, хрома, мангана, кобалта, молибдена, комплексне руде и антимона. У септембру 1994. године потписан је 30-годишњи уговор између Државне нафтне компаније Азербејџанске Републике и 13 нафтних компанија, међу којима су и Амоцо, Бритиш Петролеум, ЕконМобил, Лукоил и Статоил. Будући да су западне нафтне компаније у стању да искористе дубинске воде нафтних поља нетакнута совјетском експлоатацијом, Азербејџан се сматра једним од најважнијих места на свету за истраживање и развој нафте. У међувремену, државни фонд за нафту Азербејџана основао је као ванбуџетски фонд који осигурава макроекономску стабилност, транспарентност у управљању приходима од нафте и очување ресурса за будуће генерације.
Азериказ, под-компанија Државне нафтне компаније Азербејџанске Републике, намерава да обезбеди пуну гасификацију земље до 2021. године.

### Саобраћај
Погодан положај Азербејџана на раскршћу главних међународних саобраћајних артерија, као што су Пут свиле и коридор југ-север, наглашава стратешки значај сектора транспорта за економију земље. Сектор транспорта у земљи укључује путеве, железнице, авијацију и поморски саобраћај.
Азербејџан је такође важан економски центар у транспорту сировина. [[Нафтовод Баку-Тбилиси-Чејхан] почео је са радом у мају 2006. године и протеже се на више од 1774 km кроз територије Азербејџана, Грузије и Турске. Нафтовод је дизајниран да транспортује до 50 милиона тона сирове нафте годишње и преноси нафту из нафтних поља Каспијског мора на глобална тржишта. Јужнокавкаски гасовод, који се протеже и преко територије Азербејџана, Грузије и Турске, почео је са радом крајем 2006. године и нуди додатне испоруке гаса европском тржишту из гасног поља Шах Дениз. Очекује се да ће Шах Дениз годишње произвести 296 милијарди кубних метара природног гаса. Азербејџан такође игра важну улогу у пројекту Пут Свиле који финансира ЕУ.
Године 2002, азербејџанска влада је успоставила Министарство транспорта са широким спектром политичких и регулаторних функција. Исте године, земља је постала чланица Бечке конвенције о друмском саобраћају. Највиши приоритет је: унапређење транспортне мреже и трансформисање транспортних услуга у једну од кључних компаративних предности земље, јер би то било веома погодно за развој других сектора привреде.
Изградња железничке пруге Карс-Тбилиси – Баку у 2012. години требало је да омогући превоз између Азије и Европе кроз повезивање железничких пруга Кине и Казахстана на истоку с турским Мармарајом до европског железничког састава на западу. Широке колосечне пруге у 2010. протезале су се на 2.918 km (1.813 mi), а електрифициране железнице биле су 1.278 km (794 mi). До 2010. године било је 35 аеродрома и један хелидром.

### Регулација трговине и миграције
Систем јединственог прозора дели потребне информације путем јединственог портала са свим организацијама које служе у области трговине, као и укидање бескорисних процеса и повећава ефикасност сарадње између различитих страна. 73 економије имплементирају систем једног прозора у свету. Азербејџан је почео да имплементира овај систем 2009. године.
Систем једног прозора је успостављен декретом председника Азербејџана издатим 2007. године, 30. априла, како би се поједноставиле извозно-увозне процедуре, иновирале царинске службе и побољшало трговинско окружење. Према уредби, Министарство правде, Министарство за економски развој, Министарство за порезе, Министарство рада и социјалне заштите, Државни фонд за социјалну заштиту и Државни одбор за статистику треба да поднесу предлог о организацији предузетничких активности од стране јединственог регистрационог тела на основу принцип једног прозора .
Председник је именовао Државни царински одбор као водећи орган контроле робе и транспорта који пролази кроз границе земље у 2008. години.
"Принцип јединственог ауторитета" захтева од царинских службеника да буду одговорнији у решавању свих врста операција граничне контроле за друге органе. Холандија и Шведска биле су земље у којима су студирали праксу. "Јединствени систем" ради на томе и онда дели стандардизиране информације које су се акумулирале од трговаца до свих субјеката који учествују у међународној трговини. Пракса САД је истражена у овој фази. "Аутоматизовани систем" даје јединствену електронску изјаву одговорним агенцијама коју су поднели трговци да се обради и потврди, а након тога ови органи шаљу електронске потврде и саопштења. У овом случају, проучавана је пракса Маурицијуса и Сингапура.
Царински одбор је формирао комисију за реализацију новог система. Министарство пољопривреде, Министарство здравља, Министарство унутрашњих послова, Министарство за порезе, Министарство саобраћаја, Централна банка, Државна друмска полиција, Државни комитет за стандардизацију, метрологију и патенте, Државна поморска управа су изабрани као важне агенције за имплементацију система једног прозора заједно са Државним царинским одбором. Влада је подржала Царински одбор у припреми свог особља да се бави новим системом побољшањем запошљавања локалних царинских испостава, обезбјеђивањем софтверских и хардверских надоградњи за систем.
Азербејџанска влада подржава финансијски један прозорски систем. У првој фази, Влада је од 1. јануара 2009. године реализовала систем царињења у процесу преласка границе према земљи. Овај систем је био бесплатан за све кориснике. Тада је 2011. године проширена на Баку и Сумгаит. Царински закон Републике Азербејџан је измењен на основу укључивања чланка о систему једног прозора који је ступио на снагу 1. јануара 2012. године. Након овог амандмана, свих 29 царинских пунктова у Азербејџану почело је да примењује нови систем једног прозора.
Према председничкој уредби 11. новембра 2008. принцип „јединственог прозора“ почео је да се примењује од 1. јануара 2009. године на инспекцији робе и превоза на граничним прелазима. Царински одбор је формирао комисију која ради на имплементацији принципа "једног прозора" у царинским органима 18. новембра 2008. године на основу Председничке уредбе од 11. новембра 2008. Технолошка шема којом се утврђује редослед издавања "дозвола" сертификата одобрен је од стране Царинског одбора дана 22.12.2009. године.
Државна миграциона служба издаје одговарајуће дозволе за странце и особе без држављанства које долазе у Азербејџан да живе и раде на правним основама, поједностављују поступак њихове регистрације по месту пребивалишта и осигуравају транспарентност у тим процесима. Принцип "јединственог прозора" примењен је на процесе управљања миграцијама почев од 1. јула 2009. према Уредби.

## Пословно окружење
Од октобра 2014. године, Азербејџан држи највеће стране инвестиције по глави становника међу земљама Заједнице независних држава. Немачка, на пример, уложила је око 760 милиона долара у азербејџанску економију а око 177 немачких компанија послује у оквиру Азербејџана. Од стицања независности, компаније су уложиле 174 милијарде долара у Азербејџан. Страна улагања износе око половину тог износа.
Године 2008. Азербејџан је наведен као главни реформатор у извештају Светске банке о пословању:
Азербејџан је предводио свет као главни реформатор у 2007/08, са побољшањима на седам од десет индикатора регулаторне реформе. Азербејџан је почео да завршава бирократске послове у јануару 2008. године, што је преполовило време, трошкове и број процедура за покретање бизниса. Пословне регистрације су порасле за 40% у првих 6 месеци. Азербејџан је елиминисао и минимални прекид кредита од 1.100 долара, што је више него удвостручење броја прималаца зајма покривених кредитним регистром. Такође, порески обвезници могу поднети и платити своје порезе на интернету. Свеобухватне реформе у Азербејџану помериле су се према рангу, са 97 на 33 у укупној лакоћи пословања.
Према извештају Светске банке 2019. Азербејџан је побољшао своју позицију у лакоћи пословања са 57 на 25, као и на четвртом месту међу топ 10 земаља са побољшањем у пословању. Имплементација рекордног броја реформи које углавном укључују институционалне промене, олакшале су пословање у Азербејџану у периоду 2017-2018, што је резултирало значајним смањењем времена и трошкова за добијање грађевинске дозволе (време за 80 дана и трошкови за 12.563 маната), процес рационализације електроенергетске мреже, као и поједностављење кредита.